# Theodor Balzer
Theodor Balzer (* 2. September 1874 in Schmallenberg; † 23. Juni 1944 in Düsseldorf) war ein deutscher Architekt.

## Leben
Theodor Balzer wurde im September 1874 in Schmallenberg im Haus Weststraße 11 als erstes von acht Kindern geboren. Sein Vater Josef Balzer genannt Preins (1840–1892), war – wie schon dessen Vorfahren Balzer, diese genannt Blessing – von Beruf Schmied. Seine Mutter Maria Catherina Balzer (* 1845) war eine geborene Schulte.
Die ersten Bautätigkeiten des jungen Architekten in Düsseldorf fallen mit der Fertigstellung der ersten Oberkasseler Brücke, eröffnet am 12. November 1898, zusammen. Die Rheinische Bahngesellschaft hatte Grundstücke erworben und zur Bebauung weiterverkauft, sodass sich eine rege Bautätigkeit entfaltete. Balzer baute ab 1899 ein Wohnhaus im Stil der Neorenaissance am Kaiser-Wilhelm-Ring und auf der Karolinger Straße (heute Wildenbruchstraße) in Düsseldorf-Oberkassel. Zu dieser Zeit befand sich sein Büro in der Düsseldorfer Innenstadt an der Oststraße, von wo er bald in das Haus Hohenzollernstraße 39 umzog.
1904 heiratete Balzer die Textilfabrikantentochter Frieda Didam (1875–1956) aus Schmallenberg, und sie zogen in das Haus Cheruskerstraße 74. Zu dieser Zeit entstand das so genannte „Brückenschlösschen“ am Kaiser-Friedrich-Ring 1, das bis heute mit dem markanten Eckturm den Eingang nach Oberkassel markiert. Den Gebäudeteil Kaiser-Friedrich-Ring 1a bezog er nach Fertigstellung um 1906 mit seinem Architekturbüro. Das „Brückenschlösschen“ wurde bald zum Ausflugslokal für erholungssuchende Großstädter und von 1910 bis 1918 wurde dort ein gleichnamiges Restaurant betrieben. Als die Bürgermeisterei Heerdt unter Bürgermeister Nikolaus Knopp im Jahre 1909 nach Düsseldorf eingemeindet wurde, hatte Theodor Balzer einen Sitz im Gemeinderat.
Anfang 1910 war er Mitglied im Bund Deutscher Architekten und arbeitete auch als beeideter Sachverständiger für die Bauunternehmung Baßler & Gormanns, Tußmannstraße 66 in Düsseldorf., in den 1920er Jahren als gerichtlich bestellter Sachverständiger für Bausachen der Stadt. Als Mitglied im Architekten- und Ingenieurverein Düsseldorf nahm Balzer 1912 am Architektenwettbewerb zur Bebauung der Essener Straße (Kleinwohnungsanlage mit 30 Häusern) teil und erhielt ebenso wie die Teilnehmer Hermann Goerke, Fritz Hofmeister, Moritz Korn, Carl Krieger, Eduard Lyonel Wehner sowie Rudolf Wilhelm Verheyen und Julius Stobbe Bauaufträge.
Reisen führten Balzer nach Italien, um in Mailand, Genua und Rom die italienische Bildhauerei und Baukunst zu sehen. Als Freund der bildenden Kunst suchte Balzer die Nähe zu namhaften Künstlern seiner Zeit und trat dem Künstlerverein Malkasten bei. Der Oberkasseler Bildhauer Heinz Müller, dessen „Gänsemagd“ an der Kleinwohnungsanlage Essener Straße aufgestellt wurde, schuf eine Bronzebüste von ihm.

## Bauten und Entwürfe

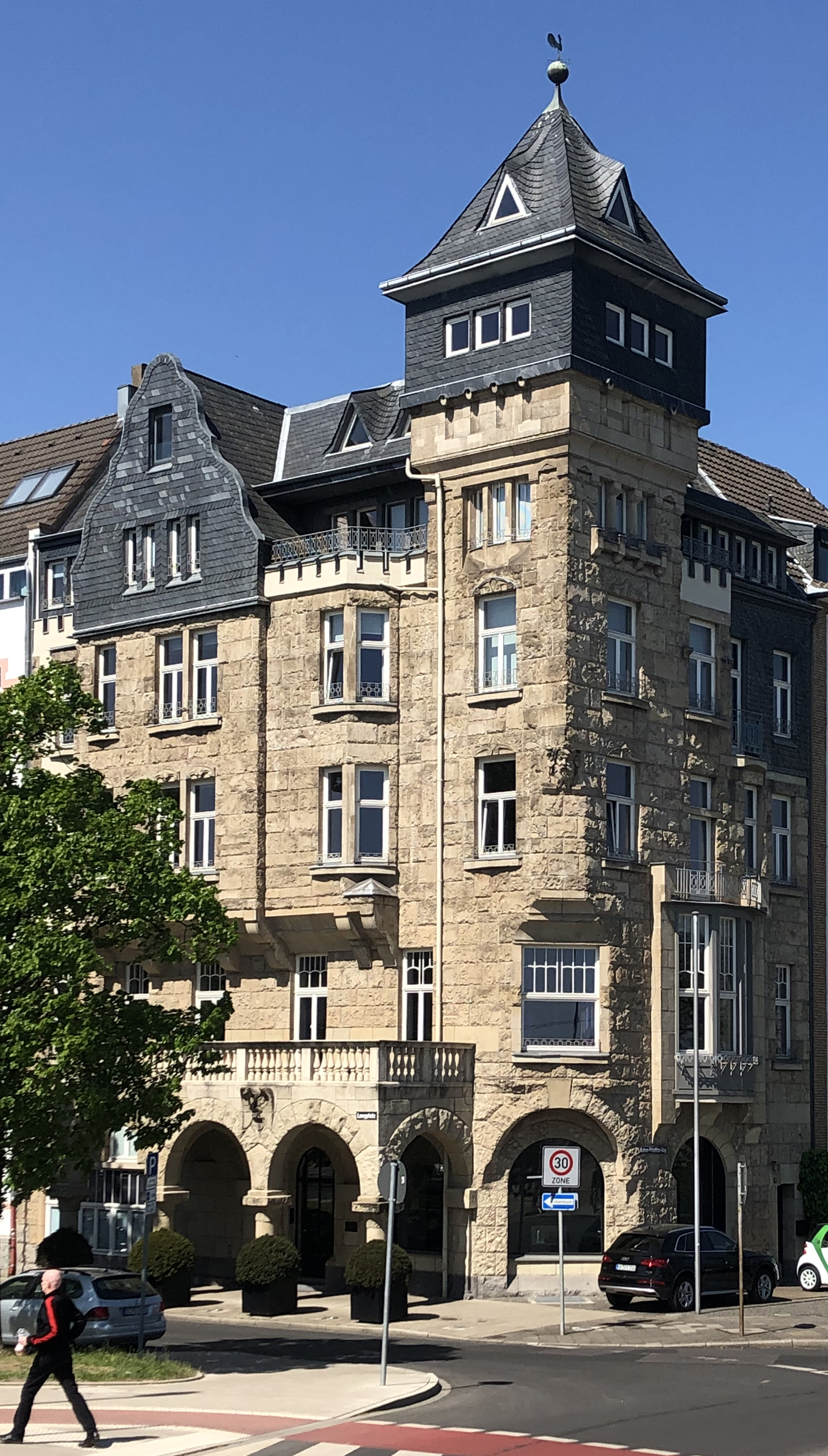
Brückenschlösschen in Düsseldorf-Oberkassel (2020)

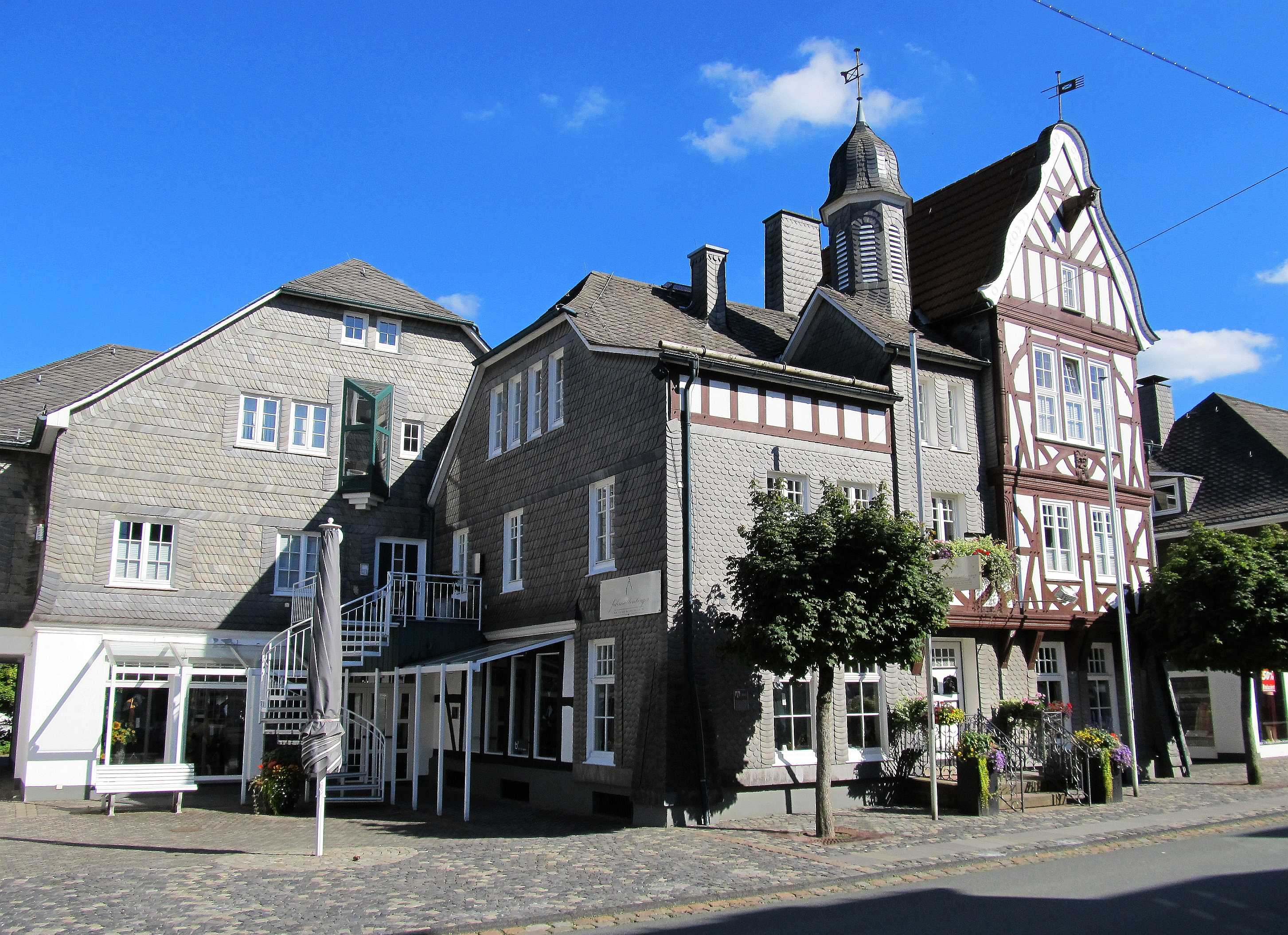
Haus Weststraße 11 in Schmallenberg (2012)

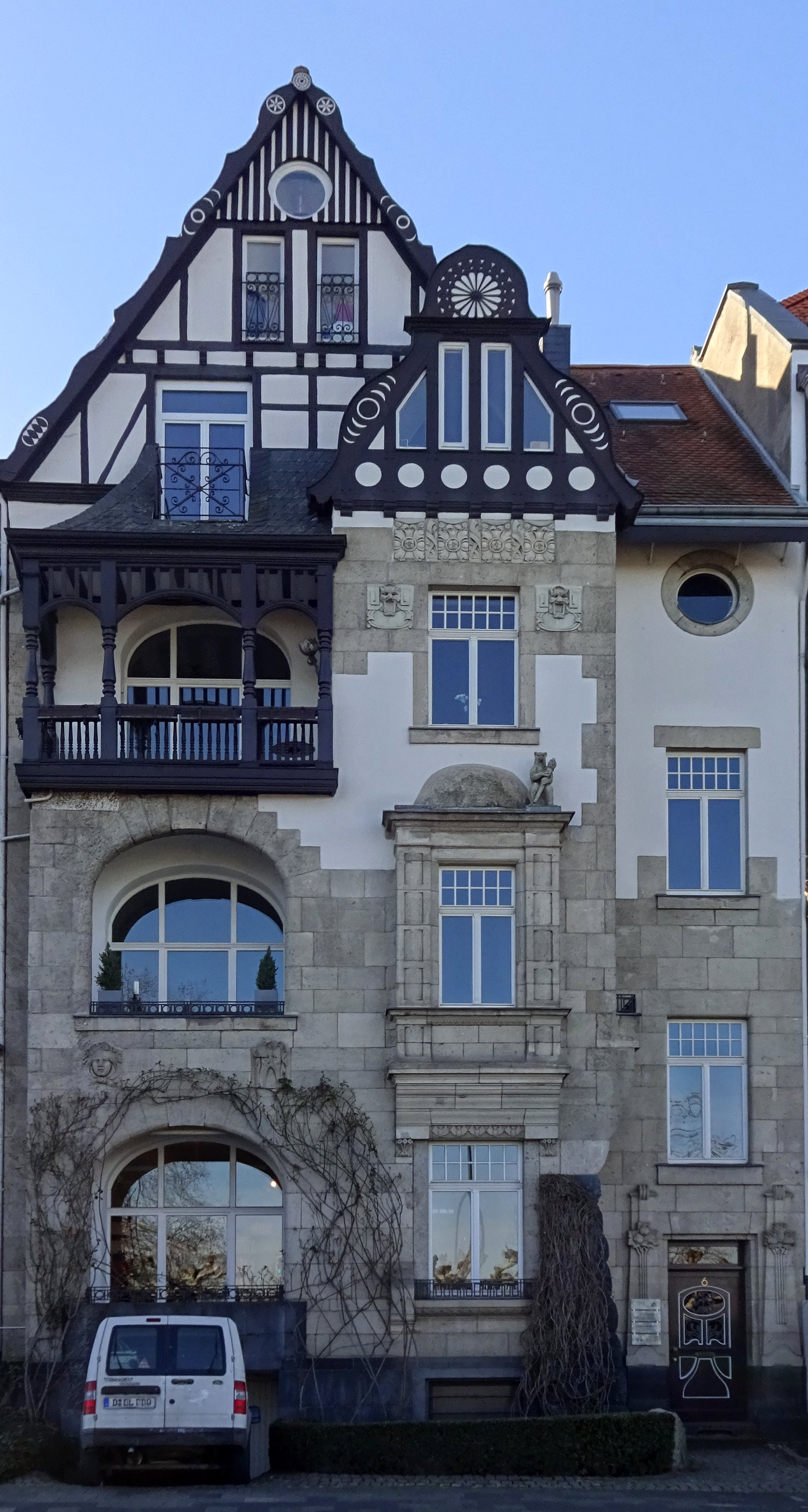
Haus Kaiser-Friedrich-Ring 6 in Düsseldorf-Oberkassel (2018)

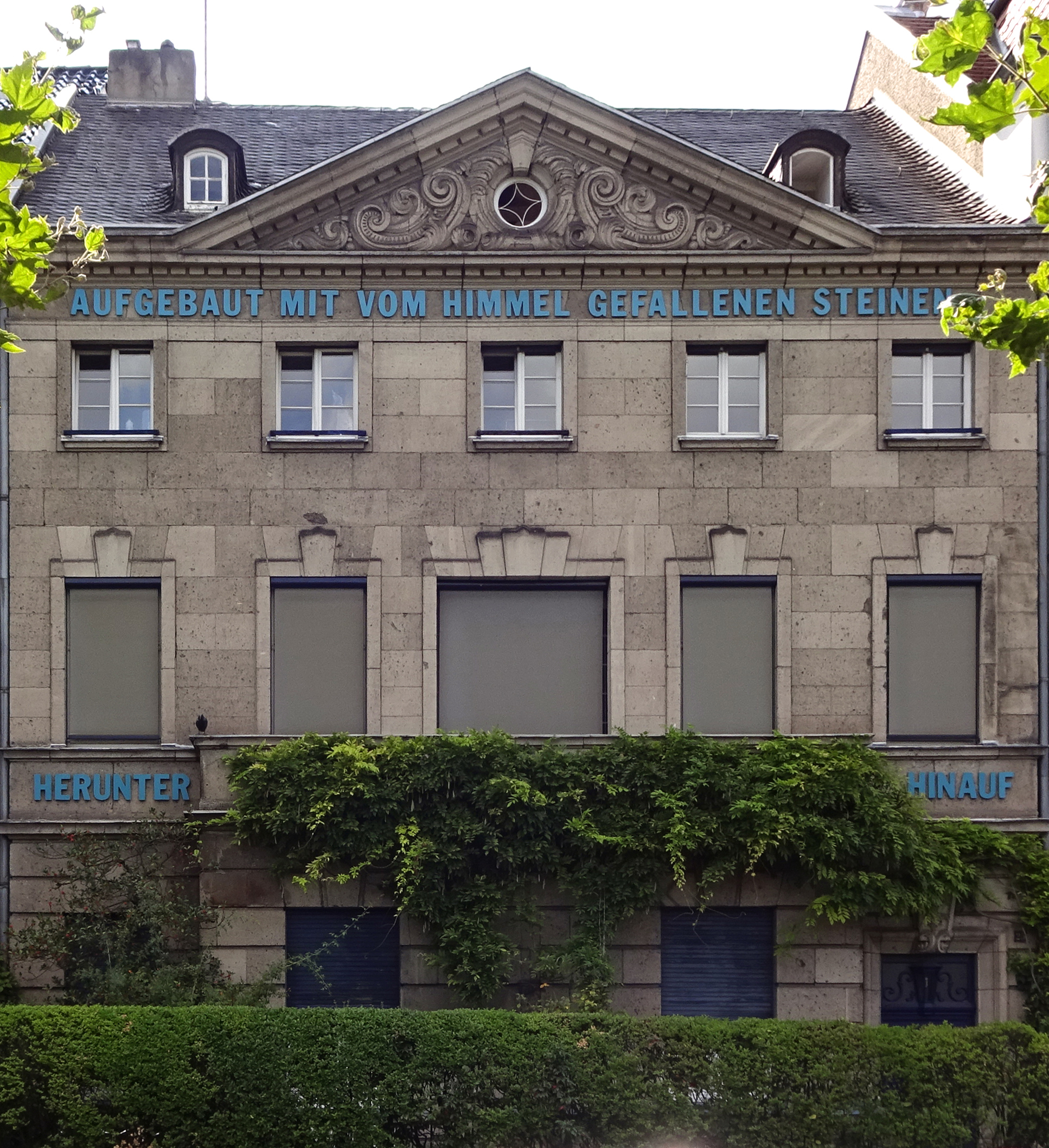
Haus Kaiser-Friedrich-Ring 25 in Düsseldorf-Oberkassel (2018)

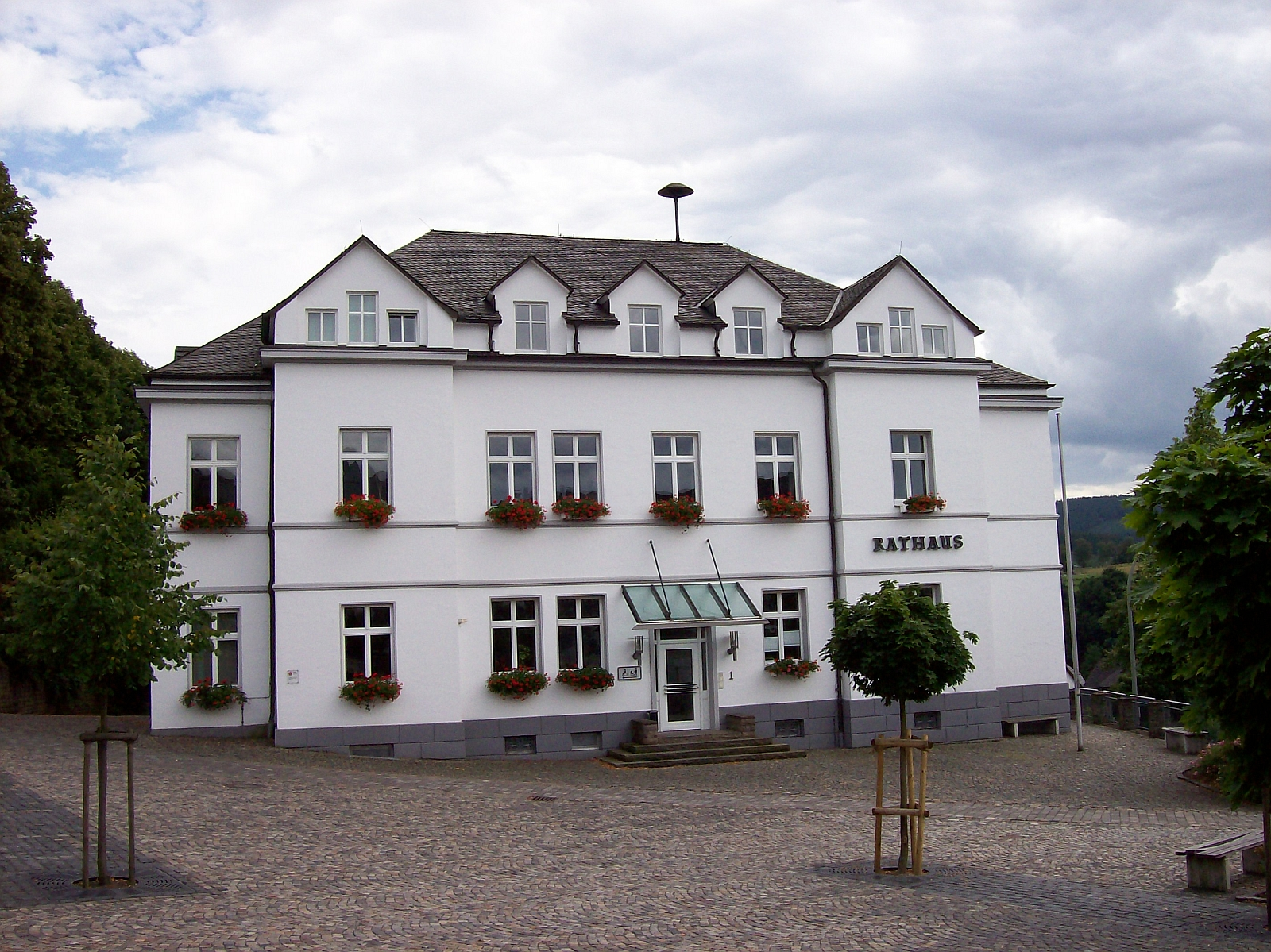
Altbau des Rathauses in Schmallenberg (2008)

In den Erhaltungssatzungen für Oberkassel von 2015 werden einige Gestaltungsmerkmale von Balzers kleineren Stadthäusern beschrieben: „Die ersten neun Häuser der Rheinfront nördlich der Luegallee am Kaiser-Friedrich-Ring wurden zwischen 1903 und 1905 unter anderem von Theodor Balzer und von Hermann vom Endt entworfen. Die Häuser sind niedriger als an der südlichen Rheinfront und haben architektonische Elemente, die kleinstädtischer wirken, wie vorkragende Giebel, Zierfachwerk oder hölzerne Söller/Altane.“ Der Autor Martin Richard Möbius (1892 – um 1952), der auch über Architektur publizierte (u. a. in der Schriftenreihe Neue Werkkunst), bezeichnete Theodor Balzer als Baukünstler, dessen architektonische Werke sich in besonderer Weise durch Individualität, Funktionalität und Harmonie der Formen auszeichnen. „Villen und Wohnhäuser, Geschäftshäuser und Fabriken, Verwaltungsgebäude und Schulen, Kirchen und Bahnhöfe, keine Gattung moderner Architektur, wo Balzer als Entwerfer oder Ausführender keinen Erfolg gehabt hätte“, so Möbius. Theodor Balzer gehörte zu den wichtigsten Architekten für den Stadtteil Oberkassel. Jedoch wirkte er nicht nur im linksrheinischen Teil von Düsseldorf, sondern blieb seiner Heimat, dem Sauerland, stets treu.

## Bauten und Entwürfe (Auswahl)
- 1899: Wohnhaus Kaiser-Wilhelm-Ring 41 in Düsseldorf-Oberkassel (unter Denkmalschutz)
- 1899–1900: Wohnhaus Wildenbruchstraße 44 in Düsseldorf-Oberkassel (unter Denkmalschutz)
- 1902: Umbau des Elternhauses in Schmallenberg, Weststraße 11 (unter Denkmalschutz)
- 1902: Umbau de Hauses der Familie Rudolf Sauerwald in Nuttlar, Bachstraße 40
- 1902: Wohn- und Geschäftshaus Dominikanerstraße 14 in Düsseldorf-Oberkassel (unter Denkmalschutz)
- 1902–1903: Wohn- und Geschäftshaus Cheruskerstraße 69 in Düsseldorf-Oberkassel (unter Denkmalschutz)
- 1903: Wohnhaus Kaiser-Friedrich-Ring 6 in Düsseldorf-Oberkassel (unter Denkmalschutz)
- 1903–1904: Wohnhaus Kaiser-Wilhelm-Ring 14 in Düsseldorf-Oberkassel (unter Denkmalschutz)
- 1903–1905: Wohnhäuser Kaiser-Friedrich-Ring 9/10/11 in Düsseldorf-Oberkassel (unter Denkmalschutz)
- 1903–1905: Dominikschule in Kirn, Dhauner Straße 41 (dreistöckig, verputzt, Neorenaissance, mit Turnhalle und WC-Anlage; unter Denkmalschutz)
- 1904: Wohnhaus Kaiser-Friedrich-Ring 22 in Düsseldorf-Oberkassel (unter Denkmalschutz)
- 1904: Wohn- und Geschäftshaus für den Fotografen Hubert Höltgen (1855–1914) in Düsseldorf-Oberkassel, Barbarossaplatz 3 (unter Denkmalschutz)
- 1905: Wohn- und Geschäftshaus „Brückenschlösschen“ in Düsseldorf-Oberkassel, Kaiser-Friedrich-Ring 1/1a / Luegplatz (Bauteil Kaiser-Friedrich-Ring 1a nicht erhalten, sonst unter Denkmalschutz)
- 1907: Wohnhaus Kaiser-Friedrich-Ring 42 in Düsseldorf-Oberkassel (unter Denkmalschutz)
- 1909: Wohnhaus- und Geschäftshaus für Theodor Peter Scheurenberg (1875–1968) in Düsseldorf-Oberkassel, Luegplatz 4 (unter Denkmalschutz)
- 1910: Fabrikgebäude des Unternehmens Josef Sauerwald & Söhne in Nuttlar
- 1910–1911: Wohn- und Geschäftshaus Luegplatz 6 in Düsseldorf-Oberkassel (unter Denkmalschutz)
- 1911: Wohnhaus Kaiser-Friedrich-Ring 47 in Düsseldorf-Oberkassel
- 1911: Wohn- und Geschäftshaus Quirinstraße 1a in Düsseldorf-Oberkassel (unter Denkmalschutz)
- 1910–1912: Krankenhaus in Kirn, Jahnstraße 11 (zwei- bis dreistöckig, neoklassizistisch, mit Mansarddach)
- vor 1911: Wohnhaus Kaiser-Wilhelm-Ring 21 in Düsseldorf-Oberkassel
Das Haus war zunächst im Eigentum von Theodor Balzer, ab 1912 wurde es durch Richard Tschepke (1865–1915) bewohnt, dem ehemaligen Bürgermeister der Stadt Kirn[12], in dessen Amtszeit die Dominikschule, das Krankenhaus und „Weiße Brücke“ erbaut wurden.
- 1912: Wohnhaus Teutonenstraße 16 in Düsseldorf-Oberkassel (unter Denkmalschutz)
- 1923: Umbau des Amtshauses des Amtes Schmallenberg in Schmallenberg (heute Altbauteil des Rathauses)
- 1925: Wohnhaus Kaiser-Friedrich-Ring 25 in Düsseldorf-Oberkassel (unter Denkmalschutz)
- 1925: Wohnhaus Luegallee 26 in Düsseldorf-Oberkassel (unter Denkmalschutz)
- 1925–1926: Verwaltungsgebäude in Düsseldorf-Heerdt, Wiesenstraße 32
- 1930: Gebäudekomplex für die Städtische Sparkasse Düsseldorf in Düsseldorf-Oberkassel, Luegallee 65/67 / Friesenstraße 54/56 (heute unter anderem Rathaus Oberkassel mit der Bezirksverwaltung des Stadtbezirks 4)
- 1930: Rektoratsschule (bis 2014 Valentinschule) in Schmallenberg, Wormbacher Straße 1
- 1936: Wohnhaus für Nikolaus Knopp (Bürgermeister von Heerdt und Beigeordneter a. D. der Stadt Düsseldorf) in Düsseldorf-Oberkassel, Rheinallee 114